# Diecezja Coimbatore
Diecezja Coimbatore – diecezja rzymskokatolicka w Indiach. Została utworzona w 1845 jako misja sui iuris. Promowana jako wikariat apostolski w 1850 i jako diecezja w 1873.

## Ordynariusze
- Melchior-Marie-Joseph de Marion Brésillac, † (1845–1855)
- Claude-Marie Dépommier, M.E.P. † (1865–1873)
- Etienne-Auguste-Joseph-Louis Bardou, M.E.P. † (1874–1903)
- Jacques-Denis Peyramale, M.E.P. † (1903–1903)
- Augustine-Antoine Roy, M.E.P. † (1904–1930)
- Marie-Louis-Joseph-Constantin Tournier, M.E.P. † (1932–1938)
- Ubagaraswani Bernadotte † (1940–1949)
- Francis Xavier Muthappa † (1949–1971)
- Manuel Visuvasam † (1972–1979)
- Ambrose Mathalaimuthu † (1979–2002)
- Lephonse Thomas Aquinas, od 2002